# بردنجان
بردنجان (بالفارسية: پردنجان) هي مدينة تقع في قسم ميزدج سفلي الريفي (مقاطعة فارسان) في إيران. يقدر عدد سكانها بـ 7,370 نسمة .